# Saint-Barthélemy-de-Bellegarde
Saint-Barthélemy-de-Bellegarde là một xã, nằm ở tỉnh Dordogne vùng Aquitaine của Pháp. Xã này có diện tích 33,12 km², dân số năm 2004 là 491 người. Xã nằm ở khu vực có độ cao trung bình 124 m trên mực nước biển.

## Thông tin nhân khẩu
| Năm    | 1962 | 1968 | 1975 | 1982 | 1990 | 1999 | 2004 |
| ------ | ---- | ---- | ---- | ---- | ---- | ---- | ---- |
| Dân số | 484  | 372  | 401  | 451  | 408  | 464  | 491  |